# Haçane ibne Ali Alcalbi
Haçane ibne Ali ibne Abi Huceine Alcalbi (em árabe: ﺍﻟﺤﺴﻦ ﺍﺑﻦ ﻋﻠﻲ ﺍﺑﻦ ﺍﺑﻲ ﺍﻟﺤﺴﻴﻦ الكلبي; romaniz.: Al-Ḥasan ibn ʿAlī ibn Abī al-Ḥusayn al-Kalbī), conhecido nas fontes bizantinas como Bulquásenes (em grego: Βουλχάσενης; romaniz.: Boulchásenes) e Abúlquare (em grego: Ἀβουλχαρέ; romaniz.: Aboulchare), foi o primeiro emir da Sicília dos cálbidas. Membro duma família aristocrática pertencente ao círculo reinante do Califado Fatímida, ajudou a suprimir a grande revolta de Abu Iázide em 943–947 e foi enviado como governador da Sicília de 948 até 953, quando retornou para a Ifríquia. Foi sucedido na Sicília por seu filho Amade ibne Haçane Alcalbi, mas liderou várias campanhas na Sicília e sul da Itália contra o Império Bizantino em 955–958, bem como invadiu Almeria que deflagrou um conflito aberto com o Califado de Córdova em 955. Ele morreu em Palermo em 964, durante outra campanha contra os bizantinos.

## Vida

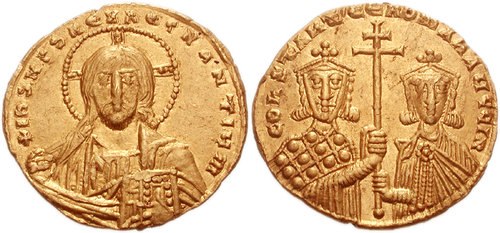
Soldo de r. e Romano II r.

Mapa da região por volta do ano 1000

Como evidenciado por seu nisba, Haçane originou-se no seio dos calbitas e pertenceu a família aristocrática estabelecida na Ifríquia desde a conquista muçulmana do Magrebe. A família evidentemente abraçou o regime fatímida após a derrubada do Emirado Aglábida em 909 e seu pai Ali serviu aos fatímidas com distinção, sendo morto pela população rebelde em Agrigento em 938, e tanto Haçane como seu irmão Jafar foram íntimos associados de Jaudar, o poderoso camareiro e ministro chefe do califa Ismail Almançor (r. 946–953). Haçane veio a proeminência pela primeira vez durante a revolta carijita de Abu Iázide, que durou de 944 a 947 e espalhou-se pela Ifríquia, quase resultando na queda do Califado Fatímida.
Durante este conflito, Haçane fez Constantina sua base, e com ajuda dos berberes cotamas foi capaz de reclamar para os fatímidas o norte da Ifríquia, incluindo Béja e Túnis, do qual foi nomeado governador. Após a morte de Abu Iázide e o fim de sua revolta, o califa Almançor enviou-o para a Sicília, onde outra revolta eclodiu em Palermo em abril de 947, derrubando o governador fatímida, Abu Atafe. Ao mesmo tempo o Império Bizantino, encorajado pela fraqueza fatímida, parou de pagar o tributo acordado em 932 por suas possessões na Sicília e sul da Itália. Velejando para a Sicília, Haçane suprimiu a rebelião em Palermo com tamanha rapidez e severidade que os bizantinos se apressaram para pagar o montante de três anos de tributo em atraso, embora é incerto se isso foi feito pelo governo central em Constantinopla ou por iniciativa local.
Ao mesmo tempo, os bizantinos entraram em contato com os rivais ocidentais dos fatímidas, o Califado de Córdova dos omíadas no Alandalus, para uma ação conjunta contra os fatímidas. O imperador Constantino VII Porfirogênito (r. 913–959) também enviou reforços para a Itália sob o comando de Malaceno e Macrioanes, que chegaram em Otranto e uniram-se com as forças locais do Tema da Calábria sob seu estratego, Pasquálio. Em resposta, Haçane notificou Almançor e solicitou reforços. Um exército de 7 000 cavaleiros e 3 500 infantes foi preparado, e sob o comando do eunuco Faraje Muadade  chegou em Palermo em junho de 951. Um ano depois, em junho/julho, os dois comandantes fatímidas velejaram da Sicília e invadiram a Calábria, atacando várias cidades, incluindo Gerace e Cassano. As tropas bizantinas não apenas falharam em confrontá-los, mas retiraram-se para Bari e as cidades sitiadas preferiram pagar resgate em vez de serem saqueadas. Depois de Cassano, os fatímidas retiraram-se para seus quarteis de inverno em Messina, embora Almançor ordenou que permanecessem na Itália.
O califa bruscamente repreendeu os comandantes e ordenou-os retornar para a Itália continental, mas isso não aconteceu até a primavera seguinte. Em 7 de maio de 952, Haçane derrotou o exército bizantino sob Malaceno e Pasquálio em Gerace. Ele então liderou certo à cidade e saqueou Bitracuca (Petracuca). Após a derrota em Gerace, Constantino VII enviou um emissário, João Pilato, que acordou uma trégua com Haçane que foi seguida por um tratado concluído em 7 de setembro diante de Almançor. Não apenas fez os bizantinos recomeçaram a pagar tributo, mas antes de deixar a Calábria, Haçane erigiu uma mesquita em Régio e obrigou os bizantinos a respeitarem o direito muçulmano de professar e convocar a oração lá, e que qualquer prisioneiro muçulmano que procurasse refúgio lá seria libertado. O tratado também estipulou que se "tanto quanto uma única pedra" fosse removida da mesquita, todas as igrejas da Sicília e Ifríquia seriam arrasadas. Após a morte de Almançor em 19 de março de 953, Haçane retornou para a Ifríquia para apresentar-se para o novo governante, Almuiz (r. 953–975) Ele permaneceu lá depois disso, retendo sua posição como um dos comandantes chefe, e como chefe da família cálbida. Seu posto como governador na Sicília passou para seu filho Amade. Essa sucessão dinástica anunciou o começo do governo cálbida sobre a Sicília como vice-reis fatímidas, o que duraria até a guerra civil e a fragmentação política da ilha na década de 1030.

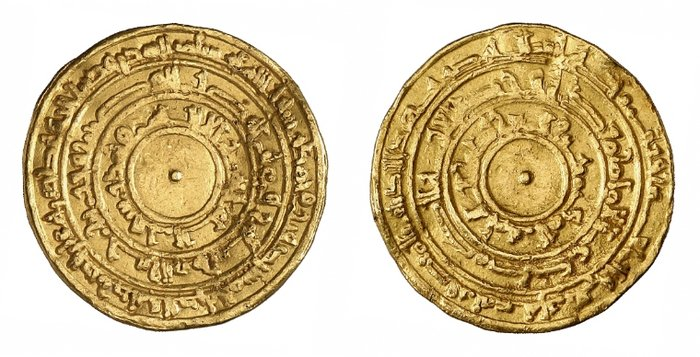
Dinar de ouro de Almuiz r. cunhado em Mançoria em 955

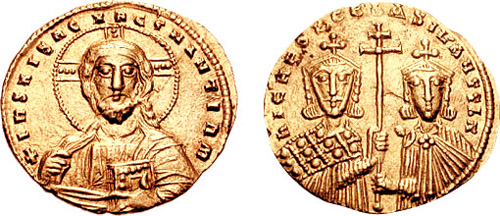
Histameno de r. e r.

Em 955, a guerra recomeçou, quando um navio mercante de al-Andalus interceptou um navio fatímida carregando correspondência diplomática; temendo que ele iria alertar corsários fatímidas, os andaluzes não apenas removeram seu leme, mas levou a caixa contendo os despachos por ele carregados. Enfurecido, Almuiz ordenou a Haçane que perseguisse-o, mas ele foi incapaz de pegar o navio antes dele alcançar o porto de Almeria. Sem hesitar, Haçane reuniu seu esquadrão no porto, saqueou-o e seu arsenal, queimou os navios omíadas ancorados ali e retornou para a Ifríquia. Os omíadas responderam enviando o almirante Galibe com uma frota de 70 navios para a Ifríquia. A frota omíada invadiu o porto de Alcaraz e as proximidades de Susa e Tabarca. As fontes fatímidas relatam que os omíadas propuseram uma ação conjunta ao Império Bizantino, mas embora uma força expedicionária sob Mariano Argiro foi enviara para a Itália, ela ocupou-se com a supressão de revoltas locais em vez de confrontar os fatímidas, e os emissários bizantinos ofereceram a renovação e extensão da trégua existente. Almuiz, contudo, determinado a expor a colaboração dos omíadas com o inimigo infiel e emulando as realizações de seu pai, recusou.
O califa enviou duas frotas para a Sicília, a primeira sobre o irmão de Haçane, Amar ibne Ali Alcalbi, e a segunda sob o próprio Haçane. O oficial fatímida Alcaide Anumane relata que a frota bizantina foi pesadamente derrotada no estreito de Messina, e que os fatímidas saquearam a Calábria, depois do que Mariano Argiro visitou a corte califal e conseguiu renovar a paz. Em 957, contudo, os bizantinos sob o protocárabo Basílio destruíram a mesquita em Régio e invadiram Termini, próximo de Palermo. Haçane sofreu pesadas baixas numa tempestade fora de Mazara, que dispersou sua frota e matou muitos de sua tripulação; os sobreviventes foram então atacados pelos bizantinos, que destruíram 12 navios. Outro esforço de Argiro para renovar a paz em outono falhou, e no ano seguinte, Haçane e Amar derrotaram suas forças na Sicília; mas logo depois, a frota fatímida foi novamente afundada numa tempestade, na qual Amar pereceu (em 24 de setembro de 958, segundo a Crônica de Cambridge). Como resultado, Almuiz aceitou as propostas para uma trégua de cinco anos em 958.
Após a reconquista bizantina de Creta em 960–961, onde os fatímidas, constrangidos por sua trégua com o império e devido a distância envolvida, foram incapazes ou relutantes de interferir, os fatímidas novamente viraram sua atenção para a Sicília, onde decidiram reduzir os entrepostos bizantinos remanescentes: Taormina, os fortes no Val de Demona e Val di Noto e Rometa. Taormina caiu para Amade, filho de Haçane, no natal de 962, após mais de nove meses de cerco, e no ano seguinte seu primo, Haçane ibne Amar Alcalbi, liderou cerco a Rometa. A guarnição da última enviou um pedido de ajuda para Nicéforo II Focas (r. 963–969), que preparou uma grande expedição, liderada pelo patrício Nicetas Abalanta e seu próprio sobrinho, Manuel Focas, que aportou em Messina em outubro de 964. Ao mesmo tempo Haçane liderou tropas berberes como reforços para a Sicília para auxiliar os esforços para capturar Rometta. Enquanto o exército fatímida derrotou os bizantinos diante de Rometta e então destruiu sua frota na Batalha do Estreito, Haçane permaneceu em Palermo, onde morreu em novembro/dezembro de 964 aos 53 anos.